# Tangara fucosa
Tangara fucosa е вид птица от семейство Тангарови (Thraupidae). Видът е почти застрашен от изчезване.

## Разпространение
Видът е разпространен в Колумбия и Панама.